# Maryse Lassonde
Maryse Lassonde, née le 5 janvier 1954 à Saint-Jean-sur-Richelieu, est une professeure émérite canadienne en neuropsychologie

## Biographie
À l'âge de vingt-trois ans, elle a obtenu son doctorat à l'université Stanford en Californie. Ses recherches l'ont menée à étudier l'épilepsie infantile, les fonctions du corps calleux et les effets de la commotion cérébrale dans le sport. Elle a été conseillère neuropsychologique pour les Canadiens de Montréal de 1998 à 2012. Elle a été professeure de neuropsychologie à l'Université du Québec à Trois-Rivières de 1977 à 1988 puis à l'Université de Montréal de 1988 à 2013 où elle a été nommée professeure émérite en 2013. Depuis janvier 2012, elle est directrice scientifique du Fonds de recherche du Québec-nature et technologies. Elle est élue présidente de la Société royale du Canada en 2014. En 2018, elle est nommée présidente du Conseil supérieur de l'éducation.
Maryse Lassonde est membre du Conseil de l’Ordre national du Québec depuis 2004. Le 1er décembre 2008, les membres du Conseil l'ont élue à la présidence. Maryse Lassonde devient ainsi la deuxième femme à accéder à cette fonction depuis les débuts du Conseil.
En 2022, elle est invitée dans l'émission balado L'école en 10 questions, animé par Normand Baillargeon, produit par Savoir média avec la participation financière du Conseil supérieur de l'éducation.

## Prix et distinctions
- 1994 : fellow, Société canadienne de Psychologie
- 1996 : YWCA, Prix « Femme de mérite », Catégorie Science
- 1997 : Membre de la Société royale du Canada
- 1998 : Prix Marcel-Vincent
- 1999 : Chevalier, Ordre national du Québec
- 2001 : Prix Noël-Mailloux
- 2001-2013 : Chaire de recherche senior du Canada en neuropsychologie du développement
- 2005 : Membre émérite de l'Acfas
- 2008 : Prix Adrien-Pinard, Société québécoise de recherche en psychologie
- 2010 : Membre de l'Académie canadienne des sciences de la Santé
- 2012 : Officier de l'Ordre du Canada
- 2023 : Prix Armand-Frappier, Prix du Québec décerné par le gouvernement du Québec[4]